# خودسوزی اعضای مجاهدین خلق
در ۱۷ ژوئن ۲۰۰۳ برابر با ۲۷ خرداد ۱۳۸۲ خورشیدی طی عملیات نیروهای فرانسوی علیه پایگاه‌های سازمان مجاهدین و شورای ملی مقاومت ایران در پاریس در یک زد و بند با حکومت ایران، مریم رجوی و ۱۶۰ نفر از اعضای مقاومت ایران دستگیر شدند. این واقعه، موجی از اعتراض شدید از سوی فعالان و هواداران سازمان مجاهدین خلق ایران را برانگیخت. به دنبال این واقعه تعدادی از هواداران و اعضای سازمان مجاهدین خلق ایران در اعتراض به دستگیری مریم رجوی و احتمال استرداد وی و سایر اعضای مقاومت ایران به جمهوری اسلامی ایران، دست به تظاهرات اعتراضی، اعتصاب و خودسوزی زدند. دو پناهنده ایرانی بر اثر خودسوزی جان باختند و تعدادی دیگر مجروح شدند. مریم رجوی از معترضان خواست که خودسوزی انجام ندهند. خبرهای این خودسوزی‌ها در رسانه‌های بین‌المللی بازتاب یافت.

## وقایع
سرانجام در اثر خودسوزی‌های هواداران  و اعضای مجاهدین خلق اعتصاب غذای حدود ۱۰۰۰ نفر در فرانسه و چند کشور دیگر روز ۳ ژوئیه ۲۰۰۳ مریم رجوی آزاد شد. او در اولین سخنان پس از آزادی گفت، کاش می‌شد که می‌توانستم از این فداکاری‌ها جلوگیری کنم.
روز بعد روزنامه لیبراسیون در این باره نوشت: تز «آبسه تروریستی خطرناک» علیه سازمان مجاهدین خلق ایران و مریم رجوی با توجه به داده‌های به دست آمده، لنگ می‌زند. مریم رجوی طی اطلاعیه‌ای گفت: «این پیروزی عدالت و مقاومت علیه زد و بند و شکست شیطان‌سازی و به رسمیت شناختن مشروعیت مقاومت علیه فاشیسم مذهبی است.» دو سال پس از این واقعه در ۱۰ مه ۲۰۰۵ قانون‌گذاران و حقوقدانان اروپایی در یک سمینار بین‌المللی با عنوان «دو سال پس از ۱۷ ژوئن ۲۰۰۳، عدالت برای شورای ملی مقاومت ایران» خاطرنشان کردند که دو سال تحقیقات فشرده حتی یک اتهام علیه شورای ملی مقاومت ایران را اثبات نکرده است.

### ندا حسنی
یکی از کسانی که در اثر خودسوزی جان خود را از دست داد ندا حسنی دختر ۲۶ ساله اهل اتاوا (کانادا) بود که والدینش او را دختر شجاعی که عاشق زندگی بود، توصیف کردند. ندا پس از حمله پلیس فرانسه و دستگیری ۱۵۸ نفر از مجاهدین در میان معترضان در مقابل سفارت فرانسه در لندن طی مصاحبه‌ای با تلویزیون فرانسه گفت: «زندگی ما وقف مقاومت است… مقاومتی که دموکراسی و آزادی را به کشورمان باز خواهد گرداند.» عموی ندا از مجاهدینی بود که در قتل‌عام سال ۱۳۶۷ در زندان اعدام شد.